# Holon
Holon (tiếng Do Thái: חולון) là một thành phố của Israel. Thành phố Holon thuộc quận Tel Aviv. Thành phố Holon có diện tích km2, dân số là 167.300 người (năm).

## Thành phố kết nghĩa
Holon kết nghĩa với:
- Andong, Hàn Quốc
- An Sơn, Trung Quốc
- Cleveland, Hoa Kỳ
- Dayton, Hoa Kỳ
- Hann. Münden, Đức
- Mitte (Berlin), Đức
- Suresnes, Pháp